# مصور الحرب
مصور الحرب هو فيلم وثائقي من إخراج وانتاج كريستيان فري، يتناول قصة حياة المصور جيمس ناتشتوي. بالإضافة إلى تناول قصة ناتشتوي المبدع في مجال التصوير الفوتوغرافي الحربي، يحمل الفيلم النطاق الأوسع للأفكار المشتركة بين جميع المشاركين في الصحافة الحربية، وأيضا القضايا التي يتناولونها.
في عام 2002، تم ترشيح الفيلم الوثائقي لجائزة الأوسكار. في عام 2003، فاز الفيلم بجائزة بيبودي. في عام 2004، تم ترشيحه لجائزة إيمي كما تم ترشيحه أيضا لأكثر من 40 جائزة دولية أخري.

## صحافة الحرب
أحد الموضوعات الرئيسية للفيلم الوثائقي هو المستوى الذي يجب أن يشارك فيه الصحفي في الأحداث التي يقومون بها للتوثيق. يعزو ناتشتوي صورة الحيه إلى اقامة علاقة حميمة مع موضوع الصورة على الرغم من وجود حاجز لغوي كبير. ديس رايت، مصور من رويترز، يصف مشكلة الابتعاد عن ما يحدث. عند مناقشة فيديو استقالة الرئيس سوهارتو وقمع الشرطة للمحتجين، يلاحظ: «[بعض الصحفيين] يقولون:» أنا آسف، أنا صحفي، لست جزءًا من هذا«. وأنا أقول، لكنك جزء منه، وأعتقد أن الكثير من الناس سيكونون سعداء جدًا بقتل هذا الرجل حتى يتمكنوا من الحصول على الصورة الخاصة التي يريدونها».
يستخدم الفيلم الوثائقي لقطات تم تصويرها بكاميرا فيديو صغيرة مثبتة على كاميرات رقمية ذات عدسات أحادية عاكسة من ناشتوي. تعطي هذه التقنية إحساسًا بالوقت الفوري للمشاهد، حيث تعرض الأحداث من منظور المصور. لذلك وللمرة الأولى في تاريخ الأفلام الوثائقية حول المصورين، وذلك بفضل كاميرا صغيرة متصلة بجسم جيمس، يعكس المخرج نظرة حقيقية إلى عمل المصور الصحفي.
الصورة ليست مجرد صورة؛ إنه أثر للواقع، تجربة تم التقاطها، في لحظة. التصوير الفوتوغرافي فن يعطي أهمية للأحداث ويجعلها تستحق التذكر. إنه عن قول الحقيقة؛ حول إظهار ما لا يمكن للأشخاص الآخرين رؤيته، لتوعيتهم به من خلال الصور التي يتلقونها من الوسائط. وبالتالي، عندما تكون الصورة بمثابة إعلام، نجد أنفسنا نواجه فنًا آخر- التصوير الصحفي.
يقول جيمس ناتشتوي أيضا: "إذا كان الجميع قادرين على رؤية الخوف والحزن لأنفسهم، مرة واحدة فقط، فهم سيفهمون أنه لا يوجد شيء يستحق ترك الأشياء تصل إلى النقطة التي يحدث فيها ذلك لشخص واحد، ناهيك عن الآلاف. لكن الجميع لا يمكن أن يكونوا هناك، وهذا هو السبب في أن المصورين يذهبون إلى هناك، لإظهارهم، والتواصل معهم والاستيلاء عليهم وجعلهم يتوقفون عن ما يقومون به والانتباه إلى ما يجري، لإنشاء صور قوية بما يكفي للتغلب على المخفف آثار وسائل الإعلام الجماهيرية وتخلص الناس من اللامبالاة والاحتجاج وقوة هذا الاحتجاج لجعل الآخرين يحتجون.

## الأحداث والمواقع المصورة في الفيلم
- كوسوفو بعد الحرب.
- الفقر وأعمال الشغب في جاكرتا، إندونيسيا
- رام الله، الضفة الغربية
- منجم للكبريت في إيجين في جاوة الشرقية، إندونيسيا
- مدينة نيويورك، نيويورك، الولايات المتحدة
- هامبورج، ألمانيا
- ثوكوزا، جنوب أفريقيا

## جوائز
في عام 2003، حصل علي جائزة بيبودي.
في عام 2002، رشح لجائزة الأوسكار
في عام 2004، رشح لجائزة إيمي.

## استقبال
أكد إدوارد جوثمان من سان فرانسيسكو كرونيكل أن الفيلم يروق لإعجاب المشاهدين بالتعاطف:
| مصور الحرب | "مراسلي الحرب، على الأقل الذين يظهرون في الأفلام، هم مخلوقات قاسية ومثيرة للخداع- مخدرة عاطفية وكثيراً ما تكون في حالة سكر. جيمس ناتشتوي، موضوع فيلم "مصور الحرب" الاستثنائي، لا يتناقض مع هذه الصورة فقط، بل إنه يبتعد بعيدًا عن بعضها البعض، مما يجعله مثاليًا والتزامًا. هذا الفيلم هو عمل إيمان روحي- تأمل بليغ وشعر بعمق حول طبيعة التعاطف. | مصور الحرب |

قدّر كين فوكس النهج الإنساني للفيلم وعمل جيمس ناتشتوي:
| مصور الحرب | "يجمع صور حرة رائعة لفنان إنساني عميق لا يزال، على الرغم من كل ما شاهده، مثاليًا بشكل مدهش، ويحتفظ بإيمان استثنائي بقدرة الصور على إيصال حقيقة العالم من حوله." | مصور الحرب |

بيتر رينر من نيويورك:
| مصور الحرب | "كان ناتشتوي، في منتصف الخمسينيات من عمره ونابض بالحياة، شعر بصدمة عميق، تشبه زن تقريبًا. يتكلم ببطء وبعناية، كما لو كان قد وزن منذ زمن بعيد كلماته، واحدة تلو الأخرى، وكان يعرض علينا الآن جاذبيتها. لقد كان يصور أسوأ المناطق الساخنة في العالم منذ 25 عامًا، وربما رأى عن قرب مزيدًا من الحزن والخراب أكثر من أي شخص يجب أن يراها في عشرات من العمر، ومع ذلك ما زال يعتقد أنه يحدث فرقًا. إنه يعتبر صوره بمثابة ترياق للحرب، وهو نفسه مصور مناهض للحرب. ناتشتوي يمحو التشاؤم ويجعله يخروج منك. إنه يجعلك تدرك أن يمكنك العثور على الجمال العميق في البر. | مصور الحرب |

## وصلات خارجية
- مصور الحرب على موقع IMDb (الإنجليزية)
- مصور الحرب على موقع ميتاكريتيك (الإنجليزية)
- مصور الحرب على موقع الموسوعة البريطانية (الإنجليزية)
- مصور الحرب على موقع روتن توميتوز (الإنجليزية)
- مصور الحرب على موقع نتفليكس (الإنجليزية)
- مصور الحرب على موقع ألو سيني (الفرنسية)
- مصور الحرب على موقع Turner Classic Movies (الإنجليزية)
- مصور الحرب على موقع أول موفي (الإنجليزية)
- مصور الحرب على موقع بوكس أوفيس موجو (الإنجليزية)
- مصور الحرب على موقع فيلمافينيتي (الإسبانية)

- الموقع الرسمي للفيلم.
- مصور الحرب- على قاعدة بيانات الأفلام على الإنترنت.